# Sinopodisma furcula
Sinopodisma furcula är en insektsart som först beskrevs av Fu, Peng och Z. Zheng 1996.  Sinopodisma furcula ingår i släktet Sinopodisma och familjen gräshoppor. Inga underarter finns listade i Catalogue of Life.